# Vuelta a Andalucía 1997
La 43ª edición de la Vuelta a Andalucía se disputó entre el 16 y el 20 de febrero de 1997 con un recorrido de 721,20 km dividido en 5 etapas, con inicio en Sevilla y final en Granada. 
El vencedor, el alemán Erik Zabel, cubrió la prueba a una velocidad media de 38,964 km/h y también logró la clasificación de la regularidad. La clasificación de la montaña fue para el español Francisco Cabello y la de las metas volantes para el italiano Angelo Canzonieri. 

## Etapas
| Etapa | Fecha         | Recorrido                   | Km    | Ganador de la etapa |
| 1ª    | 16 de febrero | Sevilla - Sevilla           | 119,4 | Erik Zabel          |
| 2ª    | 17 de febrero | La Rinconada - Puente Genil | 150,2 | Johan Museeuw       |
| 3ª    | 18 de febrero | Lucena - Jaén               | 158,9 | Ginés Salmerón      |
| 4ª    | 19 de febrero | Cabra - Málaga              | 175,9 | Johan Museeuw       |
| 5ª    | 20 de febrero | Torrox-Costa - Granada      | 106,8 | Johan Museeuw       |